# Hafthohlladung
La Hafthohlladung, també coneguda com a "Panzerknacker" ("Destructor de Tancs", literalment de l'Alemany "Càrrega buida enganxosa") era una mina antitancs de càrrega buida enganxosa magnètica, dissenyada, produïda i utilitzada per les forces de l'Alemanya Nazi durant la Segona Guerra Mundial.

## Història
En novembre de 1942, es va utilitzar per primera vegada la mina Hafthohlladung. Va ser utilitzada per les tropes de l'Alemanya Nazi durant la Segona Guerra Mundial. Aquesta arma tenia molt bones característiques, com a arma antitancs secundària, i les esquadres antitancs de la Wehrmacht i les Waffen SS. Tot i això, en 1944 va ser reemplaçada pel Panzerfaust. Tot i que va ser reemplaçada en 1944, l'arma va seguir en ús fins al final d'existències per part de l'exèrcit nazi. La arma va ser produïda en Alemanya i Hongria.

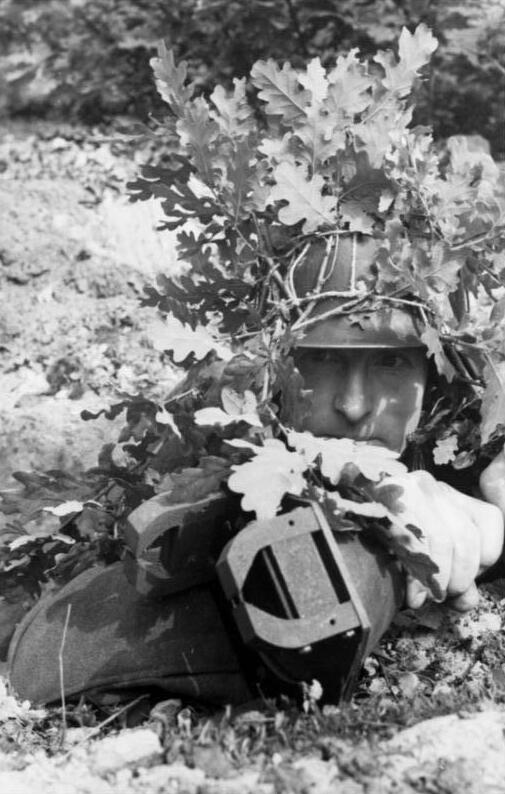
Un soldat alemany camuflat, armat amb una mina antitancs Hafthohlladung

## Disseny
La Hafthohlladung era una mina antitancs enganxosa magnètica. El seu sistema d'imantació consistia en 3 imants a la base de l'arma, cadascun amb dos pols, els quals creaven un camp magnètic al voltant de la part inferior d'aquest dispositiu, el que feia que un soldat d'infanteria la pogués enganxar a qualsevol part del vehicle enemic, sense importar els graus d'inclinació que tingues el blindatge enemic. Com que l'eix de l'explosió estar en perpendicular al pla que forma el blindatge, el grau d'inclinació del blindatge del tanc, seria irrellevant per a la penetració d'aquesta arma. Per armar l'explosiu, el soldat hauria d'estirar del sistema d'encesa, situat a la part posterior de l'arma. Encara que tenia molt bones característiques en el seu fàcil ús, i sobre tot, en la seva efectivitat, la mina, tenia un gran desavantatge, que era que requeria que l'operador se situes al costat de l'objectiu per a poder col·locar i activar l'arma, el que feia que estigués en perill degut al foc enemic.
La Hafthohlladung tenia la capacitat de penetrar fins a 140 mm de blindatge, o 508 mm de formigó.

## Variants
- Hafthohlladung H3: era la versió inicial. Aquesta versió pesava 3 kg, i tenia una forma similar a la d'una ampolla.
- Hafthohlladung H3,5: era la segona versió de l'arma. Pesava 3,5 kg, i aquesta tenia una forma cònica.

Les dues variants eren fàcilment distingibles, tant per la seva forma com pel seu pes, encara que les dues posseïen unes característiques similars quant a penetració, encara que diferent en quant a la quantitat d'explosiu que contenien.